# Jobst Friedrich von Arnstedt
Jobst Friedrich von Arnstedt, (zm. 1711) – saski wojskowy i dyplomata.
W armii saskiej doszedł do stopnia generała-majora.
Jako dyplomata był przez kilka miesięcy – od stycznia 1711 roku do jego śmierci 3 października 1711 posłem  Elektoratu Saksonii w Kopenhadze.